# Мак-Таггарт, Джон Эллис
Джон Э́ллис Мак-Та́ггарт (англ. John McTaggart Ellis McTaggart) (3 сентября 1866, Лондон, Англия, Великобритания — 18 января 1925, Лондон, Англия, Великобритания) — английский философ-идеалист. Выпускник и преподаватель колледжа в Кембридже (с 1897).
Представитель радикального персонализма. Сочетал гегелевскую философию с учением Лейбница о монадах. С точки зрения Мак-Таггарта, абсолютная идея — это духовное сообщество личностей. Так как, по Мак-Таггарту, индивидуальное сознание субстанциально, несотворимо и неразрушимо, то отсюда делается вывод о бессмертии души. Широкую известность и ожесточенные споры получила попытка Мак-Таггарта доказать нереальность времени. Согласно его точке зрения, время нереально как противоречащее самому себе. В отличие от большинства персоналистов, Мак-Таггарт выступал как критик христианства.

## Переводы на русский язык
МакТаггарт, Д. Э. Нереальность Времени. — Пер. с англ.: Ю. Н. Олейник. — Ред.: А. В. Кулик. — В публ.: Юрий Олейник. Джон Эллис МакТаггарт и его «Нереальность Времени». — Э-ресурс: www.academia.edu